# フランツ・メーリング

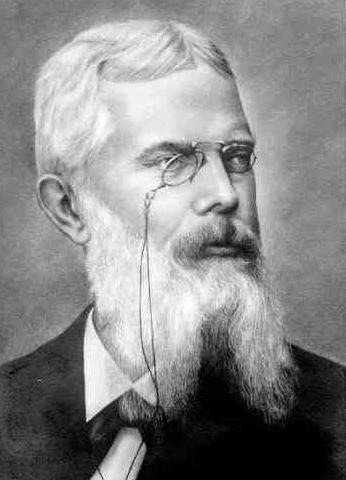
F・メーリング

フランツ・メーリング（Franz Mehring、1846年2月27日 - 1919年1月29日）は、ドイツの文学史家、文芸評論家。マルクス主義者。日本では土方定一などが翻訳を行っている。

## 生涯
プロイセン王国ポンメルンのシュラーヴェ（現在のポーランド・西ポモージェ県スワヴノ）にプロイセン軍人の子として生まれる。
1866年から1870年にライプツィヒ大学とベルリン大学で言語学・古ギリシア語文法・古イタリア語比較文法・新聞学・史学を学んだ。在学中から新聞記者として議会記事を書くうちに労働者運動に親しみ、1881年から『ベルリン人民新聞』によりオットー・フォン・ビスマルクの社会主義者取締法廃止のための論陣を張り、同時にマルクスとエンゲルスの著作を徹底的に研究する。
1891年に社会民主党に入党しその機関紙『新時代』（Neue Zeit）、さらに『ライプツィヒ新聞』（Leipziger Volkszeitung）を編集した。1902年～1907年にかけて中央機関紙『前進』（Vorwärts）にあらわれた修正主義の傾向に抗争している。
1912年に党中間派が提案した進歩党、国民自由党などとブロックを組むという政策に反対し、中間派のカール・カウツキーと対立していたローザ・ルクセンブルクと接近する。
1913年ルクセンブルク、マルフレフスキと『社会民主主義通信』を創刊。第一次世界大戦の当時には『前進』誌上で軍事公債の承認に激しく反対し、1916年ルクセンブルクやカール・リープクネヒト、クララ・ツェトキンなどの社会民主党内の左派とともに「スパルタクス団」を結成し、戦争反対の非合法活動に従事し、8月から12月まで拘禁されている。
1917年プロイセン国会議員補欠選挙に当選。
1918年のドイツ共産党の創設に参加した。
1919年1月15日に同志であったリープクネヒトとルクセンブルクが虐殺された知らせを聞かされ、ドイツ社会民主党の堕落に失望しつつベルリン郊外で世を去った。
歴史家としてはマルクス、エンゲルス、ラッサールの遺稿を整理して『Aus dem literarischen Nachlass von K.marx, F.Engels und F.Lassalle』（1902年）を編集し、マルクス主義発祥の解明に貢献した。メーリングはドイツ社会民主党きっての文筆家であり、ジャーナリストと論争家の気質を持ち、レッシングやシラー、ハイネ以来のドイツ文学の遺産を批判的に継承した。

## 著作
- 『レッシング伝説』（Lessing-Legende） 1893年
- 『ドイツ社会民主党史』（Geschichte der deutschen Sozialdemokratie） 1897-98年
- 『マルクス主義の源流』（Geschite vom Ausgange des Mittelalters） 1923年
- 『マルクス伝』（Karl Marx） 1918年

### 邦訳
- レッシング伝説 第1部 フランツ・メーリング　麻生種衛共訳 木星社書院、1932
- フランツ・メーリンク著、土方定一・朝広正利共訳『ハイネと青年独逸派』（西東書林、1936年）